# بورووانی (ناحیه چسکه بودیوویتسه)
بورووانی (به چکی: Borovany) یک منطقهٔ مسکونی در جمهوری چک است که در شهرستان چسکه بودیوویتسه واقع شده‌است. بورووانی ۳٬۴۶۹ نفر جمعیت دارد.